# Oscar Bressane
Oscar Bressane este un oraș în São Paulo (SP), Brazilia.